# Невіо Девіде
Невіо Девіде (італ. Nevio Devide; нар. 2 грудня 1966) — колишній італійський тенісист.
Найвищу одиночну позицію світового рейтингу — 207 місце досяг 12 червня 1989, парну — 157 місце — 31 серпня 1987 року.

## Титули на челленджерах

### Парний розряд: (4)
| Ранг | Рік  | Турнір                  | Покриття | Партнер           | Суперники                              | Рахунок       |
| ---- | ---- | ----------------------- | -------- | ----------------- | -------------------------------------- | ------------- |
| 1.   | 1987 | Стамбул, Туреччина      | Ґрунт    | Альберто Паріс    | Адріан Марку Флорін Сегирчяну          | 7–5, 6–2      |
| 2.   | 1988 | Женева, Швейцарія       | Ґрунт    | Стефано Меццандрі | Міхня Йон-Нестасе Срінівасан Васудеван | 7–6, 4–6, 6–4 |
| 3.   | 1988 | Мессіна (місто), Італія | Ґрунт    | Сімоне Коломбо    | Уго Коломбіні Карлос Ді Лаура          | 6–4, 6–4      |
| 4.   | 1989 | Модена, Італія          | Ґрунт    | Сімоне Коломбо    | Коррадо Апрілі Массіміліано Нардуччі   | 3–6, 6–1, 7–6 |